# Jadwiga Prawdzicowa
Jadwiga Prawdzicowa z Sasorskich (ur. 12 października 1896 w Niżankowicach, zm. 21 września 1971 w Łodzi) – polska nauczycielka i działaczka społeczna, posłanka na Sejm PRL I i II kadencji (1952–1961).

## Życiorys
Gimnazjum ukończyła we Lwowie. Kształciła się w tamtejszym Instytucie Geografii. W 1918 objęła dyrekcję Państwowej Szkoły Przemysłowo–Handlowej w Lublinie. Przez 15 lat pracowała jako nauczycielka. Po 1933 podjęła pracę w spółdzielni „Zjednoczenie” w Warszawie. W czasie II wojny światowej otworzyła na warszawskim Żoliborzu dom dla sierot. Po Powstaniu Warszawskim, w którym wzięła udział, trafiła do obozu przejściowego w Pruszkowie. Od lutego 1946 do końca 1947 przebywała wraz z mężem-dyplomatą w USA. Prowadziła wykłady z dziedziny literatury polskiej w Instytucie Języków Słowiańskich w Waszyngtonie. Po powrocie do kraju przez 3 lata nauczała w Technikum Włókienniczym w Łodzi. Była członkiem Wojewódzkiej Rady Narodowej w Łodzi.
W 1945 była współorganizatorką struktur Stronnictwa Demokratycznego w Łodzi. Działała w łódzkim Klubie Demokratycznym. Pełniła m.in. funkcję sekretarza Zarządu Wojewódzkiego SD. W 1952 objęła mandat posłanki na Sejm PRL z ramienia SD. Cztery lata później ponownie rekomendowano ją na tę funkcję (z okręgu Piotrków Trybunalski). Po odejściu z życia publicznego zaangażowała się w walkę z gruźlicą, była członkiem Towarzystwa Walki z Gruźlicą.
Od 1924 była zamężna za Juliuszem Prawdzicem, konsulem RP w Waszyngtonie (1946–1947). Zmarła w 1971 po długiej i ciężkiej chorobie, została pochowana na cmentarzu św. Wincentego na Dołach w Łodzi.

## Ordery i odznaczenia
- Krzyż Komandorski Orderu Odrodzenia Polski[5]
- Krzyż Kawalerski Orderu Odrodzenia Polski[5]
- Złoty Krzyż Zasługi (25 lutego 1939)[6]
- Srebrny Krzyż Zasługi
- Medal 10-lecia Polski Ludowej (4 marca 1955)[7]
- Honorowa Odznaka m. Łodzi